# Hohkeppel
Das Kirchdorf Hohkeppel ist ein Ortsteil der Gemeinde Lindlar im Oberbergischen Kreis in Nordrhein-Westfalen. Es liegt etwa sieben Kilometer südwestlich von Lindlar, südlich von Schmitzhöhe.
Zugleich war Hohkeppel von 1806 bis 1974 zusammen mit zahlreichen umgebenden Wohnplätzen eine selbstständige Landgemeinde und gehörte als solche im 19. Jahrhundert der Bürgermeisterei Engelskirchen im Kreis Wipperfürth an.

## Geschichte

### Geschichte des Kirchdorfes Hohkeppel
958 wurde der Ort erstmals urkundlich erwähnt und zwar als „Die Gebrüder Walfrid und Humfrid dem St. Severinstift ihr Allod mit der Kirche zu Kaldenkapellen und ihre Eigengüter, die Höfe Hufenstuhl, Vellingen und Tüschen u. a. Einkünfte“ schenken, wonach in Anwesenheit von König Otto I. und dessen Bruder Erzbischof Bruno von Köln die Urkunde angefertigt wurde.
Diese Urkunde bedarf besonderer Erwähnung, es handelt sich um eine der ältesten noch vorhandenen Urkunden des Bergischen Landes und sie gilt als wichtiges Dokument der Zeit, als die Eigenkirchen in diesem Fall Hohkeppel, Bruno von Köln gleichzeitig Herzog von Lothringen, in vielen Urkunden im Erzbistum Köln diese Kirchen an Stifte übertrug, um die Position der Kirchen zu Lasten der Gaugrafen als Grundherrschaften zu stärken. Diese Urkunde verdankt ihre Erhaltung offensichtlich einer im 12. Jahrhundert vorgenommenen Fälschung. Der Urkundentext geht jedoch auf eine eindeutig vorhandene Urkunde als Vorlage zurück, aus dieser Zeit stammt auch das gefälschte Siegel des Kölner Erzbischofs Bruno.
Die St. Laurentius-Kirche aus dem 12. Jahrhundert wurde 1835 mit Ausnahme des Westturmes abgerissen und durch die jetzige Kirche ersetzt. Im Kirchturm finden sich drei Kirchenglocken aus dem 15. und 17. Jahrhundert.
Im 14. Jahrhundert kam es zu Auseinandersetzungen zwischen Lindlar und Hohkeppel wegen des Zehnten. Folge dieses Streites war, dass um das Jahr 1400 Hohkeppel kirchenrechtlich von der Pfarre Lindlar abgetrennt wurde. Die neue Pfarre Hohkeppel umfasste die Honschaften Tüschen und Vellingen.
Im Jahre 1555 wurden das Lindlarer und Overather Landgericht vereint und der Sitz nach Hohkeppel verlegt. In der Folgezeit war vom „Landgericht zu Keppel“ (= Hohkeppel) die Rede. Die Siegelabbildung dieses Gerichts diente als Vorlage für das Wappen von Lindlar. Im ausgehenden 17. Jahrhundert trat Hohkeppel als Verhandlungsort immer mehr in den Hintergrund, obwohl das Gericht seinen Namen behielt. Ab 1691 wurde das Gericht als „Churfürstliches Hohen Keppeler Landgericht zu Lindtlar“ bezeichnet, der Verhandlungsort war nun Lindlar und nicht mehr Hohkeppel.
Wie auch für Lindlar und andere Bergische Orte gibt es eindeutige Spuren und Nachweise für Erzbergbau, wobei die ehemalige Grube Castor größere Bedeutung für das damalige Hohkeppel erlangte.

### Geschichte der Landgemeinde Hohkeppel

Grenzen der Gemeinde Hohkeppel im Jahr 1958

Aufgrund eines Gebietstausches wurde das Herzogtum Berg 1806 von König Maximilian I. Joseph von Bayern an Frankreich abgetreten und kam so zum französischen Satellitenstaat Großherzogtum Berg. Hohkeppel bildete daraufhin nach der grundlegenden französischen Verwaltungsreform mit den Honschaften Tüschen und Vellingen eine neugegründete Landgemeinde, die der Mairie (Bürgermeisterei) Engelskirchen in dem Kanton Wipperfürth im Arrondissement Elberfeld angehörte. Ab 1816 war die Landgemeinde Teil der Bürgermeisterei Engelskirchen des Kreises Wipperfürth und damit Teil des Königreichs Preußen (zuerst der Provinz Jülich-Kleve-Berg und ab 1822 der Rheinprovinz), das in Nachfolge der Franzosen deren Verwaltungsgliederung überwiegend übernahm.
Die Grenze zwischen den Gemeinden Lindlar und Hohkeppel verlief entlang von Hommerich, Oberbergscheid, Vellingen und Oberfrielinghausen. Die Nordgrenze zur Gemeinde Kürten deckt sich mit der heutigen Kommunalgrenze der Gemeinde Lindlar, die Westgrenze verlief jenseits der Ortschaften Brombach und Brombacherberg, die heute zu Overath gehören. Im Süden grenzte die Gemeinde Hohkeppel an die Agger.
Neben dem Hauptort umfasste das Gemeindegebiet im 19. Jahrhundert Ortschaften und Wohnplätze: Berghausen, Bilstein, Böke, Bomerich, Brandsheide, Brombacherberg, Burg, Ebbinghausen, Fahn, Fischsiefen, Georghausen, Griessiefen, Hagen, Halfenslennefe, Herkenhähn, Herrenhöhe, Hohbusch, Holl, Hommerich, Hufe, Kalkofen, Kartenlennefe, Kastor, Keppelermühle, Klingerath, Köttingen, Krähsiefen, Leffelsend, Leienhöhe, Lenneferberg, Lennefermühle, Loxsteeg, Luttersiefen, Müllemich, Oberbergscheid, Oberbrombach, Oberfrielinghausen, Rehbach, Schmitzhöhe, Schönenborn, Sieferhof, Strauch, Tüschen, Unterbergscheid, Unterbrombach, Unterfrielinghausen, Vellingen, Wallerscheid, Welzen und Welzerberg.
Das Gemeindelexikon für die Provinz Rheinland von 1909 gibt für die Landgemeinde Hohkeppel eine Einwohnerzahl von 1526 an (1521 katholischen und fünf evangelischen Bekenntnisses), die in 51 Wohnplätzen mit zusammen 276 Wohnhäusern lebten. Die Fläche der Gemeinde (2021 ha) unterteilte sich in 821 ha Ackerland, 115 ha Wiesen und 967 ha Wald. Bis 1905 sank die Einwohnerzahl auf 1328.
Das Gemeindegebiet wurde am 1. Januar 1975 auf die Gemeinden Overath (vgl. § 10 Nr. 2 Köln-Gesetz), Engelskirchen (vgl. § 13 Abs. 2 Nr. 2 Köln-Gesetz) und Lindlar (vgl. § 14 Abs. 1 Köln-Gesetz) aufgeteilt.

## Kultur

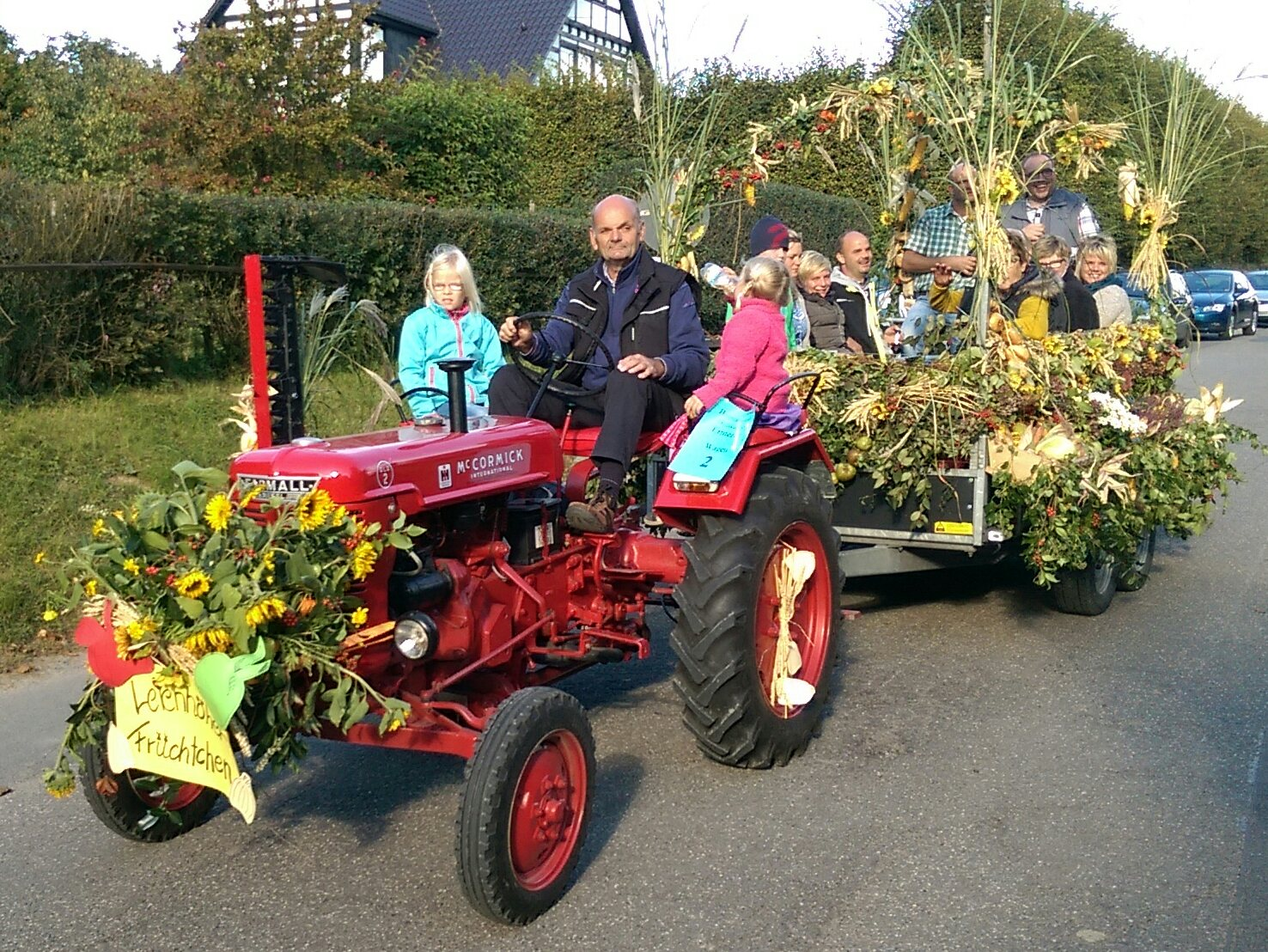
Traditioneller Erntezug Heimatverein Hohkeppel gegründet 1954

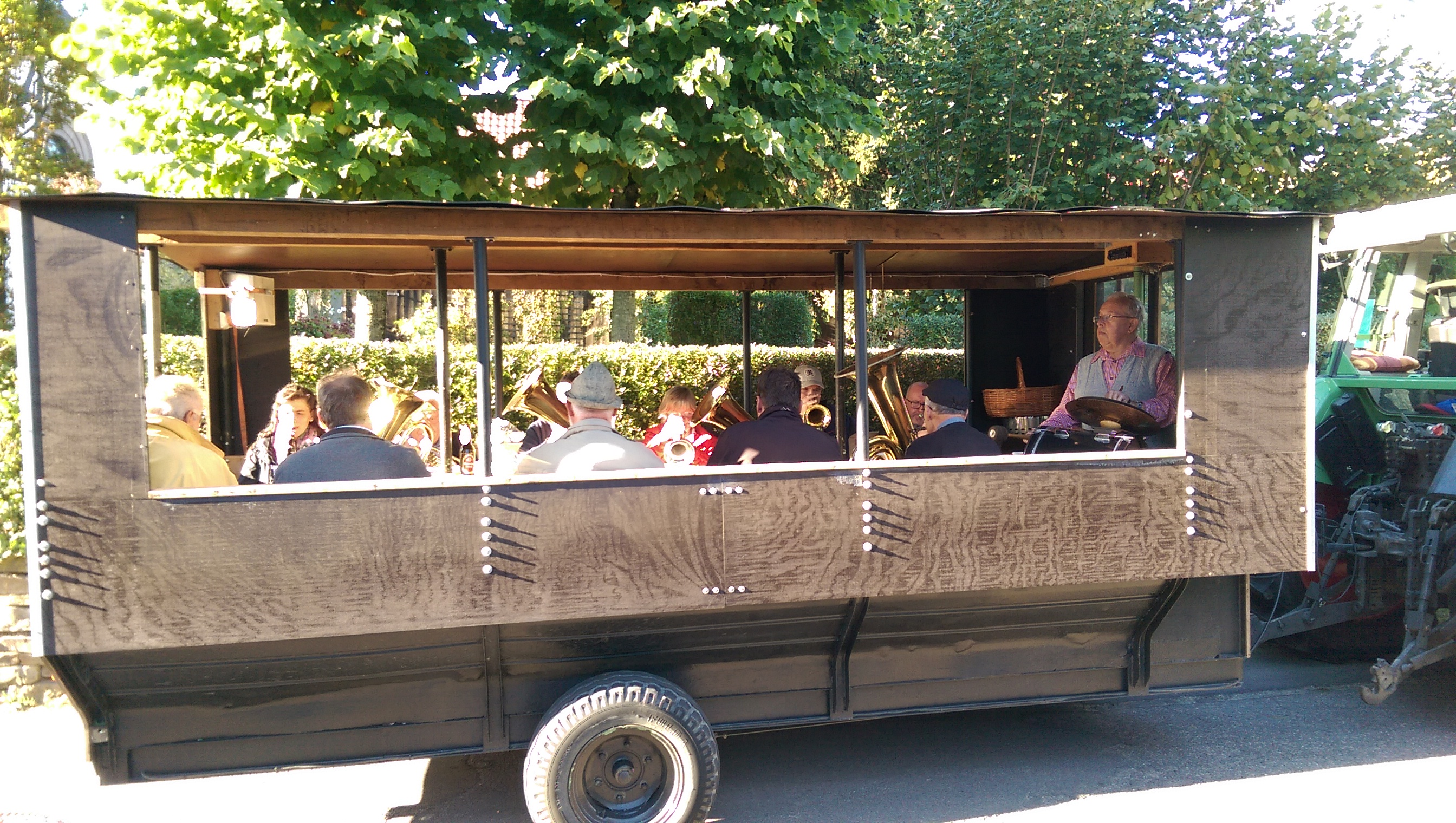
Blasorchester Hohkeppel-Offermannsheide beim Erntezug durch die Gemeinde Lindlar

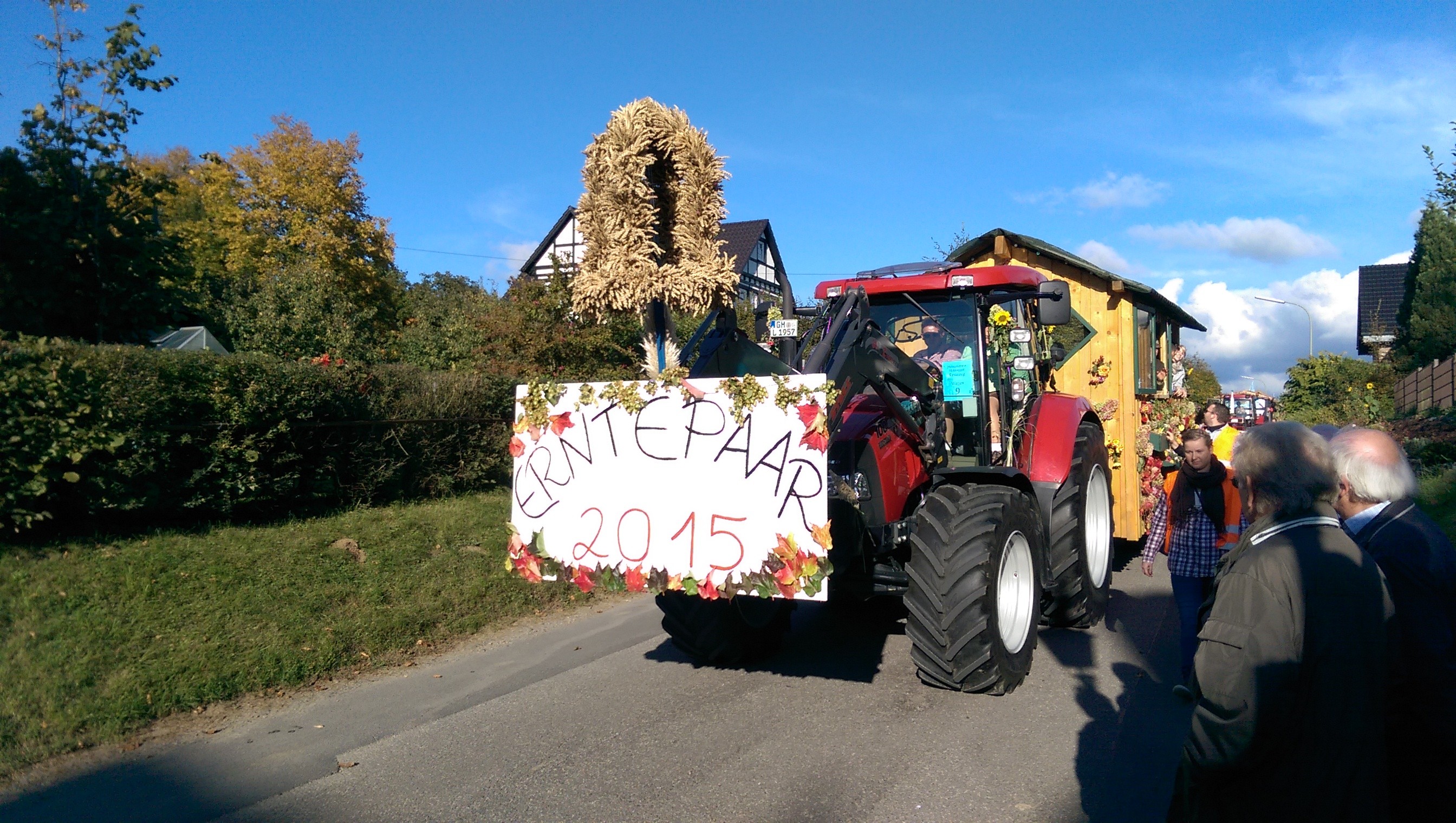
Zugwagen des Erntepaars 2015: Stephanie Ruschke und Christoph Eich

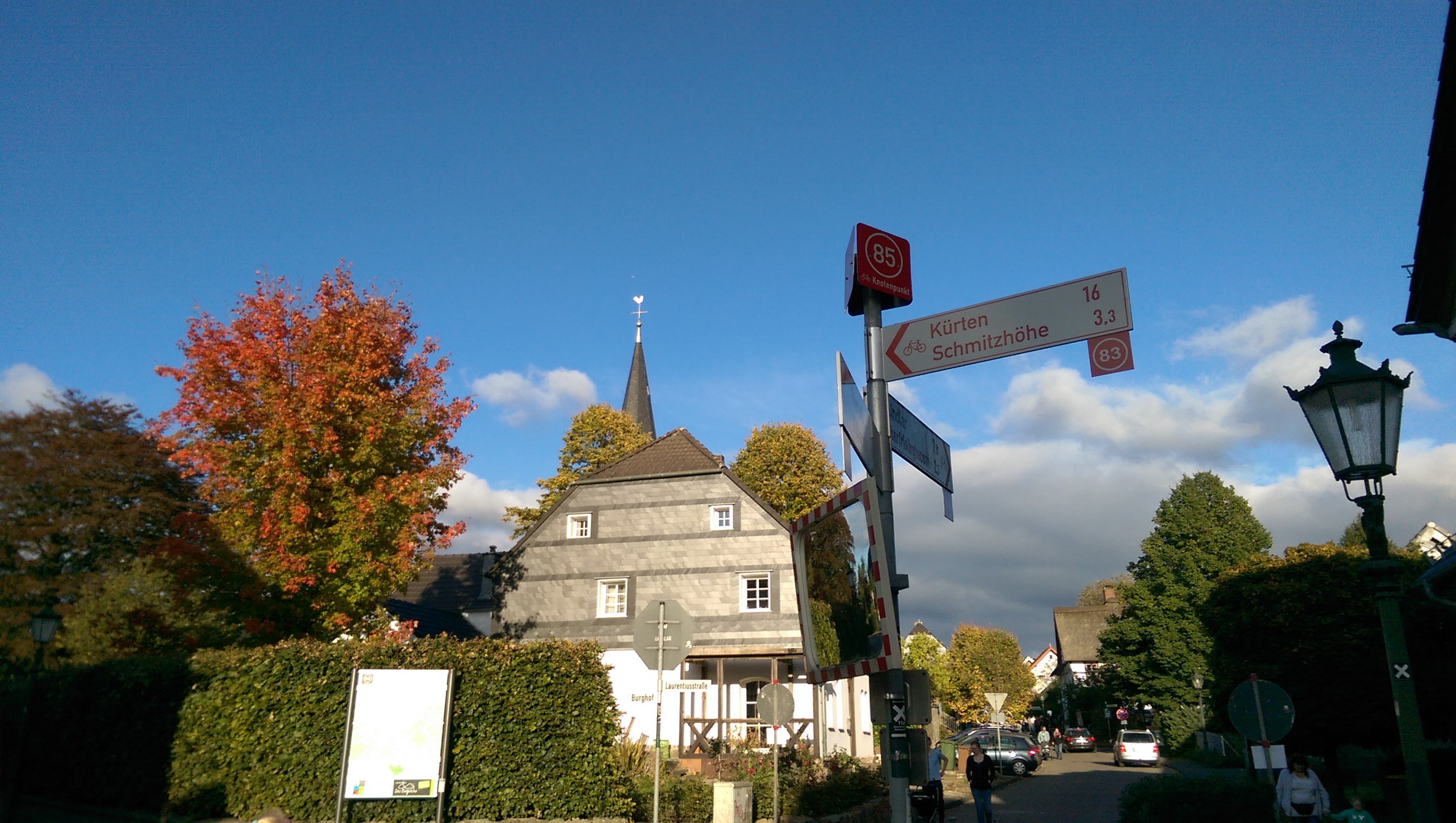
Beliebt bei Motorradfahrern und Touristen, die Höhenstraße durch das 1000-jährige Hohkeppel

### Kirchengemeinden
Kath. Pfarrgemeinde „St. Laurentius“ Hohkeppel
In Lindlar Hohkeppel wird in St. Laurentius der Heilige Laurentius verehrt. Die Wallfahrt findet am 10. August statt.
Kulturpflege und Brauchtumspflege wird in Hohkeppel durch den Heimatverein Hohkeppel, gegründet 1954, vorangetrieben.
Alljährlich wird im Oktober das Erntefest mit dem traditionellen Erntezug veranstaltet. Der Erntezug mit dem Erntepaar geht durch alle Ortsteile und historische Straßen, die heute insbesondere auch bei Motorradfahrern aus nah und fern beliebt sind.

### Sehenswürdigkeiten
Baudenkmäler:
- Kirche St. Laurentius (Turm aus dem 12. Jahrhundert, Apsis aus dem Jahre 1835)
- sechs Wegekreuze bzw. Bildstöcke
- Weißenpferdchen - alte Fuhrmannsherberge (1812/1888)
- alte Fachwerkhäuser (Pfarrhaus (1776/78), Schatzbotenhaus (1729, es wurde 1969 abgerissen), Hohkeppeler Hof (17. Jahrhundert), alte Vikarie (1781), Burghof (um 1890))
- Das denkmalgeschützte Sakramentshaus und alte Grabsteine auf dem alten Friedhof (um die Kirche St. Laurentius).[5][6]

### Öffentliche Einrichtungen
- Freiwillige Feuerwehr Lindlar, Löschgruppe Hohkeppel

## Sport
Die erste Mannschaft der Fußballer im SV Eintracht Hohkeppel wurde in der Spielzeit 2023/24 Meister der Mittelrheinliga. Damit erfolgte der Aufstieg in die Regionalliga West, in der das Herrenteam in der Saison 2024/25 spielt. Die Heimspiele werden in der Westkampfbahn in Düren ausgetragen, da dem Verein in Lindlar eine Platzanlage fehlt, die den Anforderungen an den Viertligafußball genügt.

## Wander- und Radwege
- Der Wanderweg Rund um Lindlar durchläuft den Ort.
- Die Sauerländischen Gebirgsvereins-Hauptwanderstrecke X29 durchläuft den Ort.
- Die Sauerländischen Gebirgsvereins-Hauptwanderstrecke X11a durchläuft den Ort

## Busverbindungen
Folgende Linien verkehren regelmäßig außerhalb der Ortschaft:
Haltestellen Köttingen oder Loxsteeg: (Die Buslinie im Tal des Lennefer Baches wird seit 2010 nicht mehr bedient, und Lindlar wird über den Höhenrücken über Schmitzhöhe angefahren.)
- 421 Lindlar – Immekeppel – Moitzfeld – Bensberg (RVK)

Die folgenden Linien verkehren direkt durch Hohkeppel:
Haltestelle Am Lindenbaum:
- 402 Untereschbach – Hohkeppel – Lindlar – Linde – Kürten Schulzentrum (KWS, Schulbus)
- 440 Immekeppel – Untereschbach – Hohkeppel (RVK, Schulbus)
- Bürgerbus Rathaus – Busbahnhof – Klespe – Hohkeppel (und zurück) – zwei Fahrten nur Mittwochs

Haltestelle Hohkeppel, Kirche:
- 398 Lindlar – Hohkeppel – (Halfenslennefe) (OVAG, Schulbus)
- 402 Untereschbach – Hohkeppel – Lindlar – Linde – Kürten Schulzentrum (KWS, Schulbus)
- 440 Immekeppel – Untereschbach – Hohkeppel (RVK, Schulbus)
- Bürgerbus Rathaus – Busbahnhof – Klespe – Hohkeppel (und zurück) – zwei Fahrten nur Mittwochs

Haltestelle Johann-Breidenassel-Straße:
- 402 Untereschbach – Hohkeppel – Lindlar – Linde – Kürten Schulzentrum (KWS, Schulbus)

Haltestelle Hohkeppel, Frielinghausen:
- 398 Lindlar – Hohkeppel – (Halfenslennefe) (OVAG, Schulbus)
- 440 Immekeppel – Untereschbach – Hohkeppel (RVK, Schulbus)